# Daniel Petrescu
Daniel Petrescu (n. 26 ianuarie 1971, Pitești, România) este un general român, care a îndeplinit funcția de șef al Statului Major General al Armatei Române.

## Distincții
În data de 1 decembrie 2023, Generalul Daniel Petrescu a fost decorat de președintele Klaus Iohannis, cu Ordinul Național „Steaua României” în grad de Ofițer, cu motivarea: înaltă apreciere a serviciilor excepționale pe care le-a adus instituției militare, a rezultatelor remarcabile obținute în procesul de instruire, precum și a înaltului profesionalism dovedit în executarea misiunilor încredințate.
Generalul Daniel Petrescu, fostul șef al Statului Major al Apărării, a fost distins de Patriarhul Daniel cu Ordinul „Maica Domnului Rugătoarea” (lat. Oranta) pentru mireni.